# Arthur Augusto
Arthur Augusto de Matos Soares (Belo Horizonte, Brasil, 17 de marzo de 2003), conocido simplemente como Arthur, es un futbolista brasileño que juega de defensa en el Bayer Leverkusen del Bundesliga.

## Trayectoria
Nacido en Belo Horizonte, Minas Gerais, Arthur se incorporó a la cantera del América F. C. en 2019, tras iniciarla en el Dínamo de Araxá. El 29 de noviembre de ese año fue cedido al C. R. Flamengo, con cláusula de rescisión.
Regresó al América en 2021, y fue ascendido al primer equipo en diciembre de 2021. Debutó con el primer equipo el 25 de enero de 2022, como titular, en la derrota a domicilio por 1-2 del Campeonato Mineiro contra la A. A. Caldense.
Debutó en el Campeonato Brasileño de Serie A el 15 de mayo de 2022, sustituyendo en el descanso a Índio Ramírez en la derrota a domicilio por 0-1 ante el Coritiba.

## Estadísticas

### Clubes
Actualizado al último partido disputado el 29 de octubre de 2024.
| Club                        | Div.          | Temporada     | Liga  | Liga  | Liga   | Estatal | Estatal | Estatal | Copas nacionales | Copas nacionales | Copas nacionales | Copas internacionales | Copas internacionales | Copas internacionales | Total | Total | Total  |
| Club                        | Div.          | Temporada     | Part. | Goles | Asist. | Part.   | Goles   | Asist.  | Part.            | Goles            | Asist.           | Part.                 | Goles                 | Asist.                | Part. | Goles | Asist. |
| --------------------------- | ------------- | ------------- | ----- | ----- | ------ | ------- | ------- | ------- | ---------------- | ---------------- | ---------------- | --------------------- | --------------------- | --------------------- | ----- | ----- | ------ |
| América F. C. · Brasil      | 1.ª           | 2022          | 7     | 0     | 0      | 2       | 0       | 0       | 1                | 0                | 0                | ―                     | ―                     | ―                     | 10    | 0     | 0      |
| América F. C. · Brasil      | 1.ª           | 2023          | 1     | 0     | 0      | 6       | 0       | 1       | 3                | 0                | 0                | 1                     | 0                     | 1                     | 11    | 0     | 2      |
| América F. C. · Brasil      | Total club    | Total club    | 8     | 0     | 0      | 8       | 0       | 1       | 4                | 0                | 0                | 1                     | 0                     | 1                     | 21    | 0     | 2      |
| Bayer Leverkusen · Alemania | 1.ª           | 2023-24       | 4     | 0     | 2      | ―       | ―       | ―       | 1                | 0                | 0                | 0                     | 0                     | 0                     | 5     | 0     | 2      |
| Bayer Leverkusen · Alemania | 1.ª           | 2024-25       | 1     | 0     | 0      | ―       | ―       | ―       | 2                | 0                | 0                | 0                     | 0                     | 0                     | 3     | 0     | 0      |
| Bayer Leverkusen · Alemania | Total club    | Total club    | 5     | 0     | 2      | 0       | 0       | 0       | 3                | 0                | 0                | 0                     | 0                     | 0                     | 8     | 0     | 2      |
| Total carrera               | Total carrera | Total carrera | 13    | 0     | 2      | 8       | 0       | 1       | 7                | 0                | 0                | 1                     | 0                     | 1                     | 29    | 0     | 4      |

## Palmarés

### Títulos nacionales
| Título                | Club             | País     | Año  |
| --------------------- | ---------------- | -------- | ---- |
| Bundesliga            | Bayer Leverkusen | Alemania | 2024 |
| Copa de Alemania      | Bayer Leverkusen | Alemania | 2024 |
| Supercopa de Alemania | Bayer Leverkusen | Alemania | 2024 |